# Kudensee und Umgebung
Kudensee und Umgebung ist ein Naturschutzgebiet in den schleswig-holsteinischen Gemeinden Averlak und Kuden im Kreis Dithmarschen.

## Beschreibung
Das rund 246 Hektar große Naturschutzgebiet ist unter der Nummer 20 in das Verzeichnis der Naturschutzgebiete des Ministeriums für Energiewende, Landwirtschaft, Umwelt, Natur und Digitalisierung eingetragen. Es wurde Ende 1992 ausgewiesen (Datum der Verordnung: 25. November 1992) und ersetzte das 1988 ausgewiesene, gleichnamige Naturschutzgebiet. Der Kudensee war bereits 1938 als rund 83 Hektar großes Naturschutzgebiet „Vogelfreistätte Kudensee“ unter Schutz gestellt worden. Das Naturschutzgebiet ist nahezu deckungsgleich mit dem 249 Hektar großen EU-Vogelschutzgebiet „NSG Kudensee“. Das 104 Hektar große FFH-Gebiet „Kudensee“ ist Bestandteil des Naturschutzgebietes. Das Gebiet wird seit 2012 vom Landesjagdverband Schleswig-Holstein betreut.
Das Naturschutzgebiet liegt in der Elbmarsch zwischen Brunsbüttel und Burg (Dithmarschen). Es stellt den Kudensee als Rest eines Strandsees mit seiner Umgebung sowie daran anschließende Bereiche der Marsch unter Schutz. Der See ist von Verlandungszonen mit ausgedehnten Schilfröhrichten und kleinen Bruchwäldern und einzelnen Erlengebüschen umgeben. Die Gehölze westlich des Kudensees sind als Naturwald ausgewiesen und bleiben ihrer natürlichen Entwicklung überlassen. Nach Süden und Westen schließen sich ehemalige Spülfelder und Feuchtgrünlandflächen an, in die stellenweise flache Gewässer eingebettet sind.
Der Kudensee wird vom Bütteler Kanal (auch: Burger Au) durchflossen, die das Gebiet über ein Schöpfwerk in den Nord-Ostsee-Kanal entwässert. Die Friedrichshofer Au fließt durch das Schutzgebiet und mündet südlich des Kudensees in den Bütteler Kanal. Der Kommissionsgraben begrenzt das Naturschutzgebiet nach Südwesten, der Bütteler Kanal nach Osten. Auch Kanäle und Gräben sind vielfach von Schilfröhrichten umgeben.
Im Bereich des Kudensees wurden 1980 umfangreiche Renaturierungsmaßnahmen durchgeführt, um die Verlandung des Sees zu begrenzen. Ende der 1980er-Jahre wurden Teile des Naturschutzgebietes mit einer flachen Verwallung umgeben. In diesem Bereich kann der Wasserstand über Mönche geregelt werden mit dem Ziel, die Flächen als Lebensraum und Nahrungshabitat für Wiesen- und Rastvögel zu erhalten und zu entwickeln.

## Flora und Fauna
Das Naturschutzgebiet ist Lebensraum einer artenreichen Avifauna. Die Schilfzonen bieten Rohrdommel, Rohrammer, Schilfrohrsänger und Rohrschwirl einen geeigneten Lebensraum. Die Feuchtwiesen sind Lebensraum verschiedener Watvögel. So sind hier Kiebitz, Rotschenkel, Kampfläufer, Uferschnepfe, Säbelschnäbler und Bekassine heimisch. Weitere Vogelarten des Grünlandes sind Wiesenpieper und Feldlerche. Das Naturschutzgebiet ist auch Lebensraum von Rohr- und Wiesenweihe. Auch die Trauerseeschwalbe kommt hier vor. Der Seeadler ist im Naturschutzgebiet wieder heimisch geworden.
Das Naturschutzgebiet ist auch wichtiges Rast- und Überwinterungsgebiet. Während des Vogelzuges rasten hier zahlreiche Zwerg- und Pfeifschwäne, Krick-, Knäk-, Spieß- und Pfeifenten sowie Grau-, Nonnen- und Kanadagänse. Auch Goldregenpfeifer rasten regelmäßig im Bereich der Feuchtwiesen.
Im Kudensee und den angrenzenden Wasserläufen konnte der Steinbeißer als nach der FFH-Richtlinie geschützte Art nachgewiesen werden (für weitere Fischarten siehe Kudensee).
Das Naturschutzgebiet ist wichtiger Lebensraum teilweise seltener, an feuchte Standorte angepasster Pflanzen. So siedeln hier Sumpfhornklee, Sumpfvergissmeinnicht, Straußgilbweiderich und Gelbe Wiesenraute. Die Gewässer beherbergen u. a. Wasserfeder und Froschbiss.

## Sonstiges
Westlich des Kudensees und am Westrand des Naturschutzgebietes Richtung Nord-Ostsee-Kanal verläuft ein Wanderweg, von dem aus das Naturschutzgebiet einsehbar ist. Am Westufer des Kudensees befindet sich eine Aussichtsplattform. Ein weiterer Aussichtspunkt befindet sich am nach Süden verlaufenden Wanderweg. An mehreren Stellen sind Informationstafeln aufgestellt. Das Naturschutzgebiet ist vollständig von landwirtschaftlichen Nutzflächen umgeben.

## Bilder

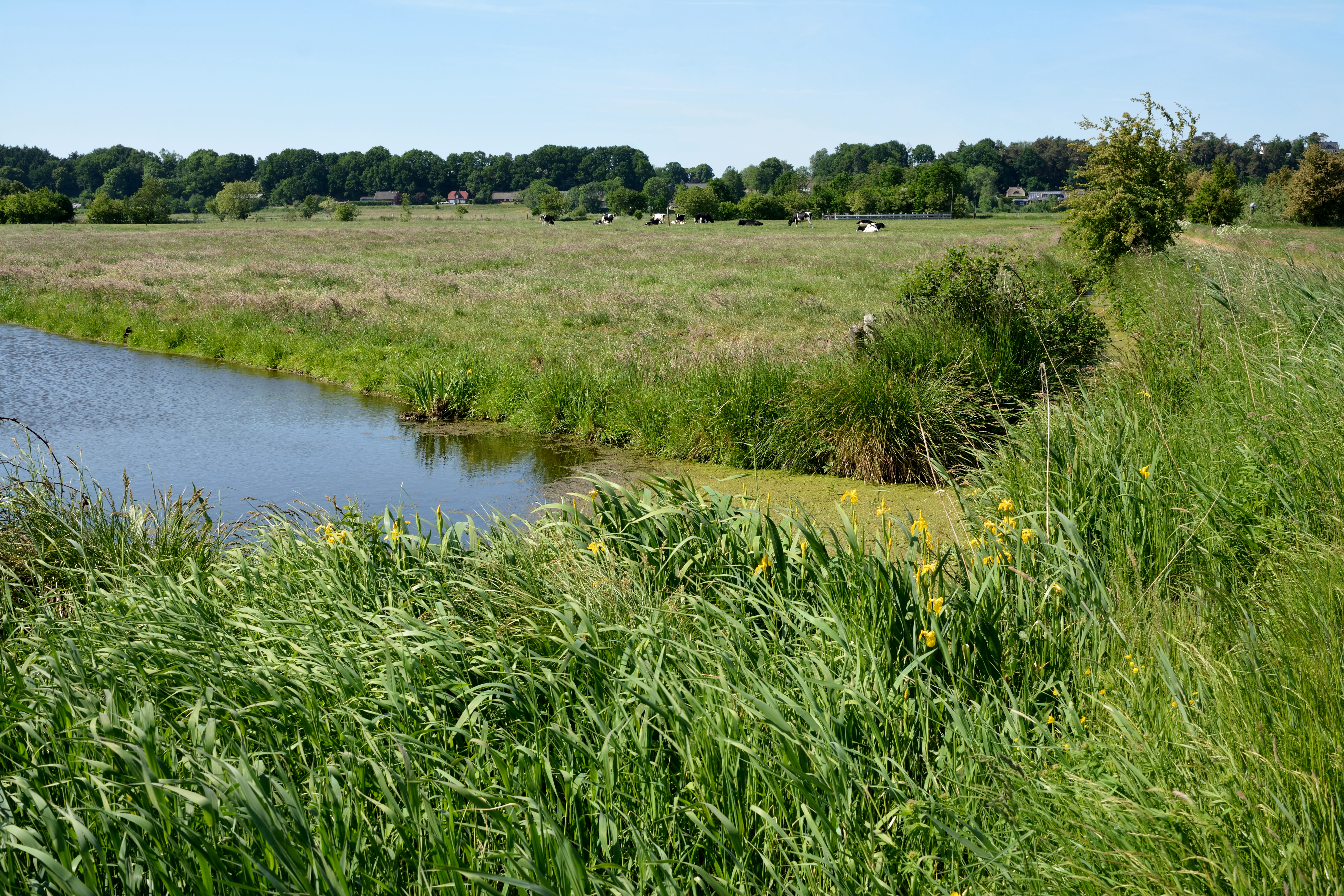
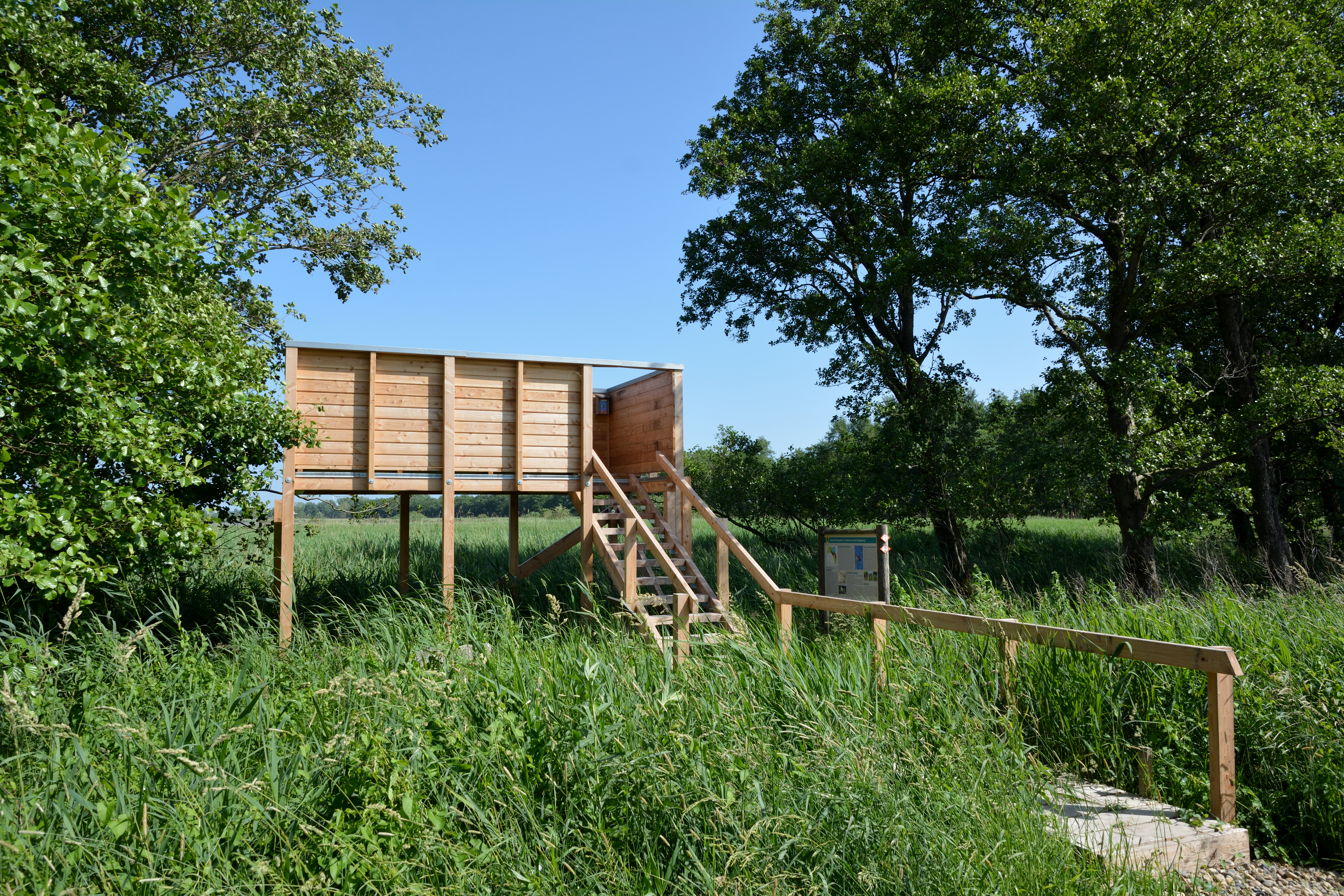
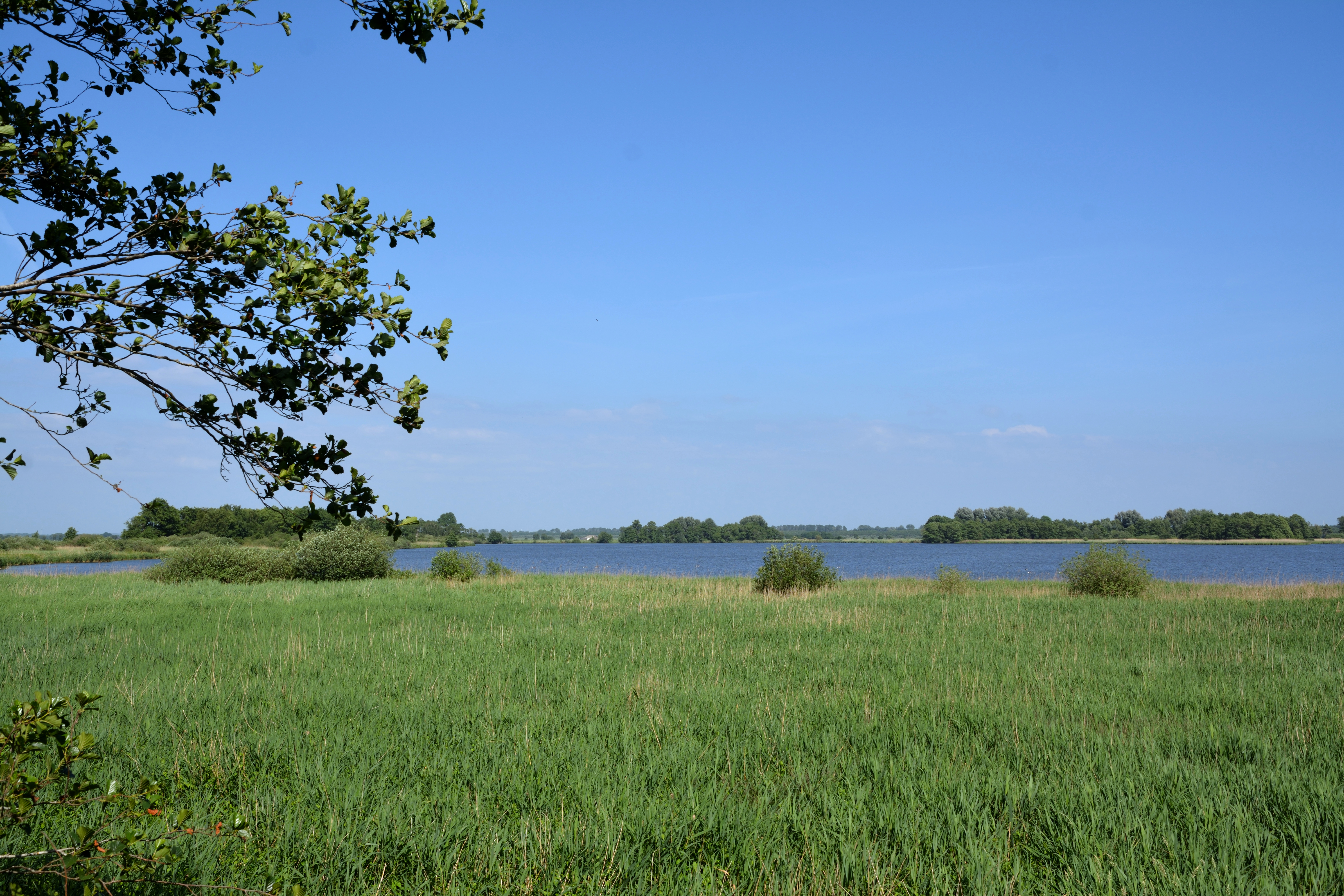
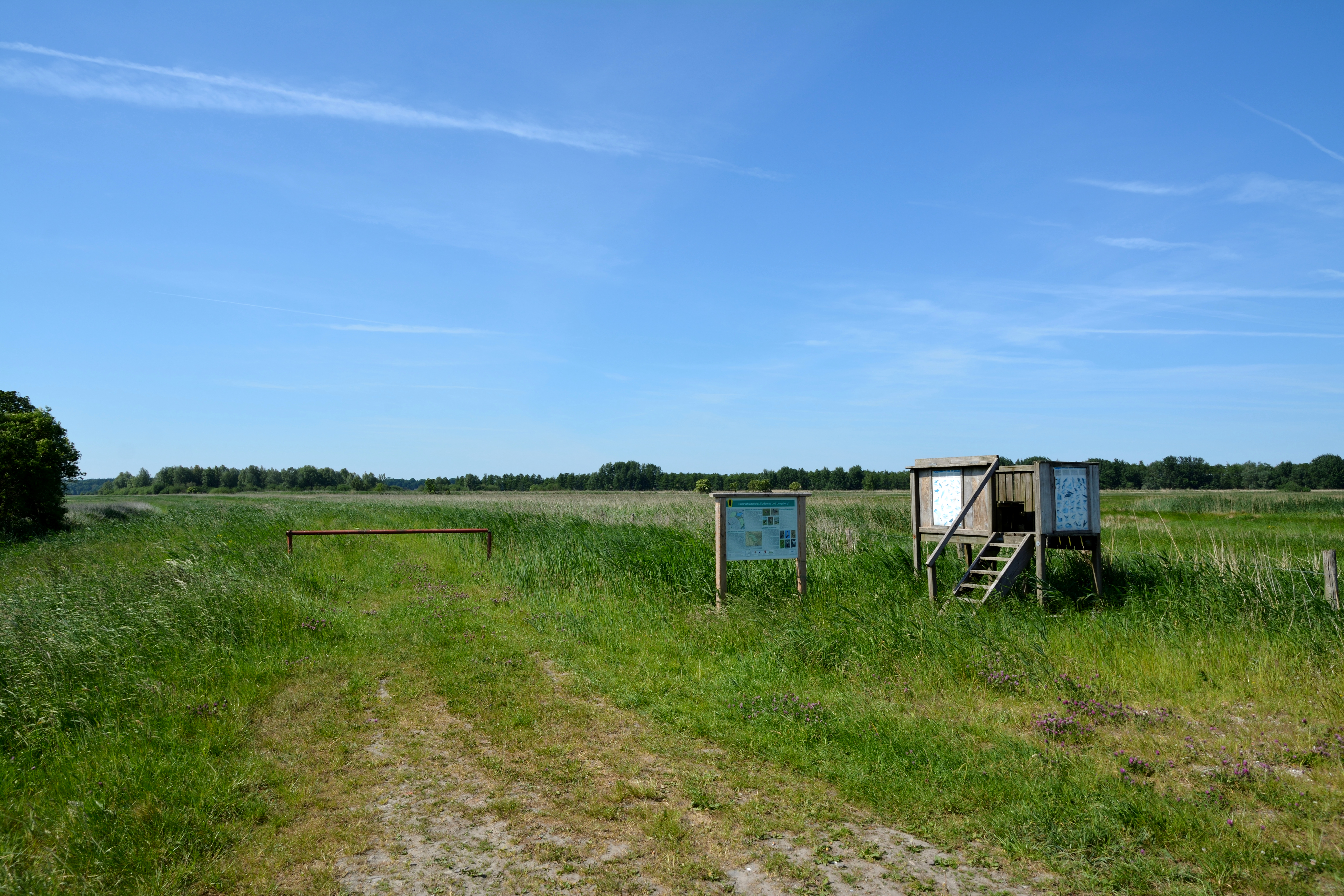